# Qal‘eh Lāy Bīd
 (juillet 2016).
Qaleh Lay Bid (persan : قلعه لاي بيد, également romanisé en Qal'eh Lāy Bīd; également connu comme Lābīd et Lāy Bīd) est un village dans le District rural de Zirkuh (en), lui-même dans le district de Bagh-e Bahadoran (en), lui-même dans le comté de Lenjan (en), lui-même dans la Province d'Ispahan, en Iran. Lors du recensement de 2006, sa population était de 810, répartis en 189 familles.